# Hodrushámor
Hodrushámor (szlovákul: Hodruša-Hámre) község Szlovákiában, a Besztercebányai kerületben, a Zsarnócai járásban. Hodrusbánya, Alsóhámor és Irtványos egyesítésével jött létre.

## Fekvése
Selmecbányától 7 km-re, nyugatra fekszik.
Északnyugatról Zsarnóca, északról Vihnye, keletről Selmecbánya, délkeletről Hegybánya, délről Magaslak, nyugatról pedig Garamrév községekkel határos.
Hodrushámor 46,1452 km²-es területe három kataszteri területre oszlik:
- Hodrusbánya (Banská Hodruša) – 24,4650 km²
- Alsóhámor (Dolné Hámre) – 12,4597 km²
- Irtványos (Kopanice) – 9,2205 km².

## Története

### Hodrusbánya
Hodrusbánya területén már a 13. században aranyat és ezüstöt bányásztak. Első írásos említése a mai település feletti Kerling hegyen 1352-ben létezett Karlik nevű telephez kapcsolható. Története szorosan kötődik a bányászathoz. Mivel sokáig Selmecbányához tartozott, többször próbálta megszerezni a várostól való függetlenséget és az ehhez kapcsolódó kiváltságokat. A török a 16. század során három nagyobb támadást indított a nemesfémekben gazdag bányák megszerzésére: 1564-ben, 1576-ban és 1578-ban. 1709-ben és 1710-ben dögvész pusztított a faluban. A bányák gazdagságának híre eljutott a császári udvarba is és az uralkodó család tagjai többször is meglátogatták a községet. 1751-ben I. Ferenc császár, majd 1764-ben II. József császár és öccse, Lipót főherceg (a későbbi II. Lipót császár) személyesen látogatott ide. A termelés a 18. században érte el csúcspontját. 1600 és 1936 között számítások szerint 47 tonna aranyat és 2577 tonna ezüstöt bányásztak ki a hegy gyomrából. A település szerkezetét az magyarázza, hogy a bányászok házai az egykori bányákhoz közel épültek fel.
A trianoni békeszerződés előtt Hodrusbánya a Hont vármegye területén fekvő Selmec- és Bélabánya törvényhatósági jogú városhoz tartozott.

### Alsóhámor
Alsóhámor területén már a bronzkorban éltek emberek, ezt bizonyítják az itt megtalált bronzkori eszközök, melyek a lausitzi kultúrához kapcsolhatók. A falu első említése 1391-ből származik, a közeli Revistye várának tartozékfaluja volt. Ekkor már 13 portája állt, mintegy 110 lakossal. Lakói – mint azt neve is mutatja – a közeli bányákból származó ércek feldolgozásával, megmunkálásával foglalkoztak. 1663-ban a török rajtaütött a településen, és feldúlta azt. 1664-ben a zsarnócai csatában az újabb török támadás kudarcot vallott, és ezután már nem veszélyeztette tovább a falut.
1713-ban felépült a falu fatemploma, melyet Szent Erzsébet tiszteletére szenteltek, és csaknem száz évig szolgált az istentiszteletek céljára. 1744-ben Klucska Kristóf a Szűzanya tiszteletére fakápolnát épített, melyet 1788-ban kőtemplommá építettek át. 1894-ben a régi fatemplom helyén épült fel a település mai temploma. A település gyors fejlődését a bányászati tevékenység fellendülésének köszönhette. 1752-ben egy gazdag holland nemes, Jan Joseph Geramb települt Selmecbányára, és a század végén megalapította a Geramb bányászati egyesülést. A társaság később az ország legnagyobb bányászati vállalkozásává nőtte ki magát. A 19. század közepén már 1400 dolgozója volt. A 19. század végén és a 20. század elején a Sandrik gyár felépülése jelentett sokat a községnek. A gyárat 1895-96-ban építették és ezüst, valamint fémfeldolgozással, használati tárgyak és ezüstékszerek, dísztárgyak készítésével foglalkozott.
A bányászati tevékenység 1950-ben befejeződött, de 1993-ban újra aranybányát nyitottak a már egyesített község területén. Hodrusbányát és Alsóhámort 1971-ben egyesítették.

### Irtványos
Irtványost 1352-ben említik először. Saskő várának tartozéka volt, majd a 15. század második felétől Revistye várához tartozott. Főként mezőgazdasági jellegű településként tartották számon, de lakói erdei munkákat is végeztek. 1573-ban a török dúlta fel a községet. 1676-tól a selmecbányai bányászati kamara faluja volt. 1833-ban és 1919-ben tűzvész pusztított. 1944-ben a község több lakosa csatlakozott a szlovák nemzeti felkeléshez.
A trianoni diktátum előtt Alsóhámor és Irtványos Bars vármegye Garamszentkereszti járásához tartozott.
Irtványost 1980-ban csatolták Hodrushámorhoz.

## Népessége
| Év:            | 1994. | 2004.   | 2014.   | 2024.   |
| -------------- | ----- | ------- | ------- | ------- |
| Emberek száma: | 2399  | 2288    | 2212    | 1992    |
| Eltérés:       |       | -4,62 % | -3,32 % | -9,94 % |

| Év:            | 2023. | 2024.   |
| -------------- | ----- | ------- |
| Emberek száma: | 1996  | 1992    |
| Eltérés:       |       | -0,20 % |

1880-ban Alsóhámor 804 lakosából 6 magyar és 746 szlovák anyanyelvű volt.
1880-ban Irtványos 427 lakosából 5 magyar és 409 szlovák anyanyelvű volt.
1890-ben Alsóhámor 890 lakosából 6 magyar és 874 szlovák anyanyelvű volt.
1890-ben Irtványos 473 lakosából 1 magyar és 462 szlovák anyanyelvű volt.
1900-ban Alsóhámor 1208 lakosából 59 magyar és 1066 szlovák anyanyelvű volt.
1900-ban Irtványos 422 lakosából 9 magyar és 411 szlovák anyanyelvű volt.
1910-ben Alsóhámor 1475 lakosából 1 horvát, 52 német, 89 magyar, 1297 szlovák és 36 egyéb anyanyelvű volt. Ebből 1441 római katolikus, 20 evangélikus, 9 izraelita és 5 református vallású volt.
1910-ben Irtványos 410 lakosából 14 magyar és 395 szlovák anyanyelvű volt.
1921-ben Alsóhámor 1354 lakosából 7 magyar és 1286 csehszlovák volt.
1921-ben Irtványos 415 lakosából 415 csehszlovák volt.
1930-ban Alsóhámor 1406 lakosából 1 ruszin, 3 zsidó, 7 magyar, 17 német, 1317 csehszlovák, 34 egyéb nemzetiségű és 27 állampolgárság nélküli volt. Ebből 1372 római katolikus, 20 evangélikus, 3 izraelita, 1 református és 10 egyéb vallású volt. 
1930-ban Irtványos 465 lakosából 1 német és 464 csehszlovák volt. Ebből 320 római katolikus, 144 evangélikus és 1 egyéb vallású volt. 
1991-ben 2415 lakosából 2 magyar és 2347 szlovák volt.
2001-ben 2344 lakosából 2189 szlovák és 1 magyar volt.
2011-ben 2210 lakosából 1923 szlovák és 45 cigány volt.
2021-ben 2076 lakosából 9 (+78) cigány, 2 ruszin, 1923 (+5) szlovák, 8 egyéb és 134 ismeretlen nemzetiségű volt.

## Nevezetességei
- Hodrusbányának két gótikus eredetű temploma van. Közülük a Szent Miklós templom 1387-ben épült.
- A hodrusbányai temetőben álló, Szent Péter és Pál apostolok tiszteletére szentelt templom 1500-ban készült.
- Alsóhámor Szent Erzsébet temploma 1894-ben épült.
- Irtványos evangélikus temploma 1858-ban készült, katolikus temploma pedig 1804-ben.
- Üdülőhelye a Hodrusi-tó.

## Neves személyek
- Itt született 1835-ben Mikler Sámuel pedagógus, egyházi író, evangélikus lelkész.
- Hodrusbányán született 1840-ben Horváth József tanító.
- Hodrusbányán született 1845-ben František Richard Osvald szlovák római katolikus plébános.
- Alsóhámoron született 1865-ben Kalcsok Leó piarista gimnáziumi tanár.
- Hodrusbányán született 1893-ban Vajk Artúr bányamérnök, szakíró.
- Hodrusbányán született 1900-ban Emil Boleslav Lukáč költő, műfordító.

## Külső hivatkozások
- Hivatalos oldal
- Községinfó
- A község története
- Fotógaléria
- E-obce.sk